# Look Around
"Look Around"  é uma música do Red Hot Chili Peppers, retirada de seu álbum de 2011, I'm With You e é o terceiro single do álbum. O clipe foi lançado dia 25 de janeiro de 2012.
Foi anunciada em 02 de dezembro de 2011 pelo baterista Chad Smith  como o single seguinte, quando ele postou uma foto em sua página no Twitter de sua bateria e um vaso sanitário dizendo que era da "Look Around". A foto era para ser uma piada, mas confirmou a canção como o próximo single e um vídeo estava no processo de ser feito.
De acordo com as informações, ao contrário de "Monarchy of Roses", "Look Around" será lançado como CD single, e não apenas como um single promocional. Um anúncio é dito ser esperado em breve.
A música tem sido fortemente tocada na turnê até agora tornando-se a terceira canção do novo álbum a ser mais tocada, atrás dos dois primeiros singles. Em 22 de novembro de 2011, a banda tocou uma música três set em um programa de televisão do Reino Unido que contou com dois primeiros singles, juntamente com "Look Around". A música também foi brevemente apresentada em um comercial para o programa de Simon Cowell, The X Factor.

## Videoclipe
Em 5 de dezembro de 2011, Flea confirmou notícias sobre o vídeo e que o trabalho da banda no vídeo foi concluída. Ele postou em sua página no Twitter "Fizemos um vídeo para Look Around. estou muito animado com isso, foi a filmagem mais divertida de todas. ".
O videoclipe, que foi lançado no dia 25 de janeiro de 2012, é dirigido por Robert Hales e mostra os quatro integrantes da banda tocando em salas separadas, cada integrante decorou a sua sala com objetos pessoais que representam a personalidade de cada um. O clipe também conta com a presença do filho do vocalista Anthony Kiedis. 

## Posições
| Parada (2012)                                            | Melhor posição |
| -------------------------------------------------------- | -------------- |
| Canadian Active Rock chart (America's Music Charts)      | 19             |
| Canadian Alternative Rock chart (America's Music Charts) | 38             |
| Hungria (Rádiós Top 40)                                  | 29             |
| US Rock Songs (Billboard)                                | 45             |
| US Alternative Songs (Billboard)                         | 35             |

## Créditos
- Flea – baixo
- Anthony Kiedis – vocal
- Josh Klinghoffer – guitarra, backing vocals
- Chad Smith – bateria
- Mauro Refosco - percussão